# 5.12汶川特大地震纪念馆
5.12汶川特大地震纪念馆是四川省北川县为纪念汶川大地震而设立的博物馆，以“永恒北川”为主题，由地震博物馆及组合服务区、北川县城遗址保护区，与唐家山堰塞湖（次生灾害展示与自然恢复区）三大部分组成，初步预算总投资为23亿元左右，后经调整，保护项目整体投资下调至4.7亿元，纪念馆投资降至2.3亿元。纪念馆建于汶川地震中完全垮塌的北川中学老校区原址上。
整个项目由上海市援建，以同济大学建筑设计研究院为主持单位，纪念馆于2013年5月9日建成开放。

## 历史
2008年5月22日，时任总理温家宝在视察北川县城废墟时，提出“再造一个新北川，老县城作为地震遗址保留”的构想。随后，中国国家地震局、国家文物局牵头编制并上报了《5·12汶川地震遗址、遗迹保护及地震博物馆规划建设方案》，划定北川老县城整体以及唐家山堰塞湖为北川国家地震遗址博物馆，进行保护和纪念设施建设。2008年8月，绵阳市政府委托上海市对北川国家地震遗址博物馆进行整体规划与具体设计和建设。
上海市组建的规划小组由同济大学建筑设计研究院为主持单位，上海城市规划管理局、上海现代建筑设计集团为负责主体编制规划，并在2009年2月形成遗址保护区概念设计。按照概念规划，北川国家地震遗址博物馆由位于北川老县城的北川县城遗址保护区、位于任家坪北川中学废墟原址的博物馆及综合服务区、以及位于原唐家山堰塞湖的次生灾害展示与自然恢复区三部分组成。
2010年2月起，同济大学共提供36份博物馆设计方案，最终以“裂缝”为设计意象的蔡永洁教授主导设计方案被确定为最终方案。纪念馆设计建筑面积14280平方米，投资额2.3亿元人民币。
2010年12月28日，5.12汶川特大地震纪念馆开工建设。2013年5月9日，纪念馆建成并向公众免费开放。

## 设计

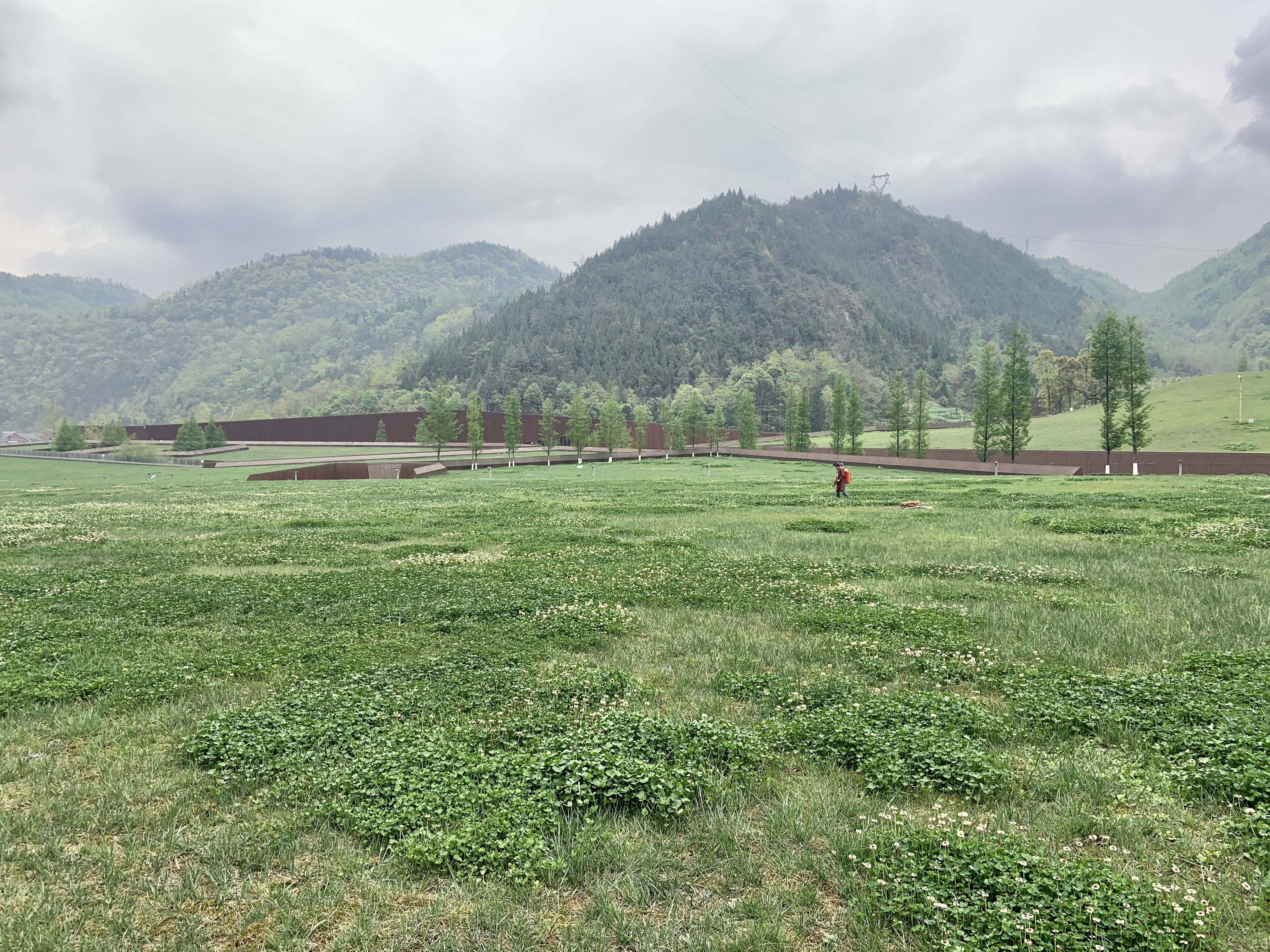
从地面看，纪念馆建筑被消解在一片草地之中
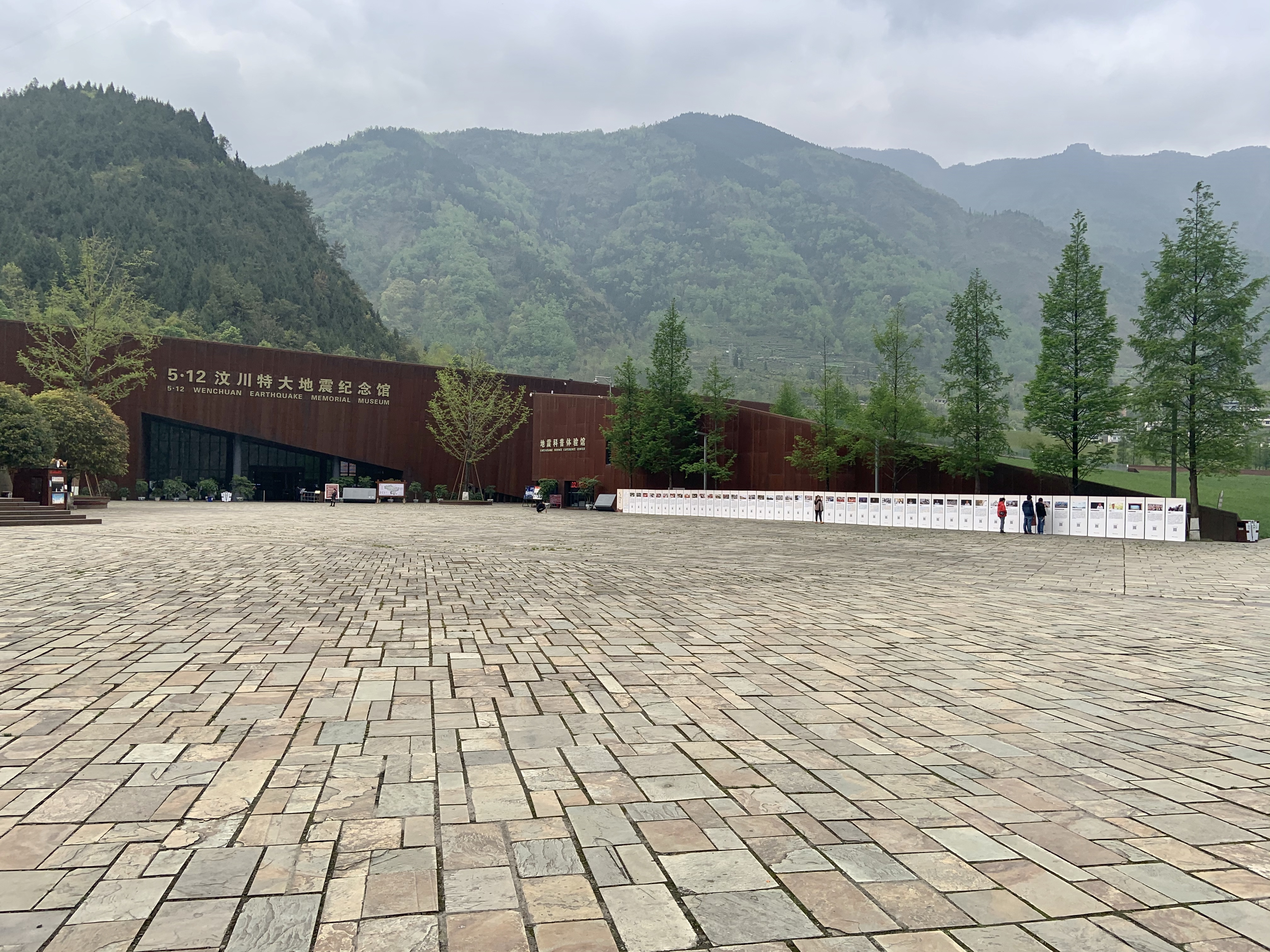
纪念馆主入口，由斑驳的花岗岩地面与耐候钢板立面构成整体意象
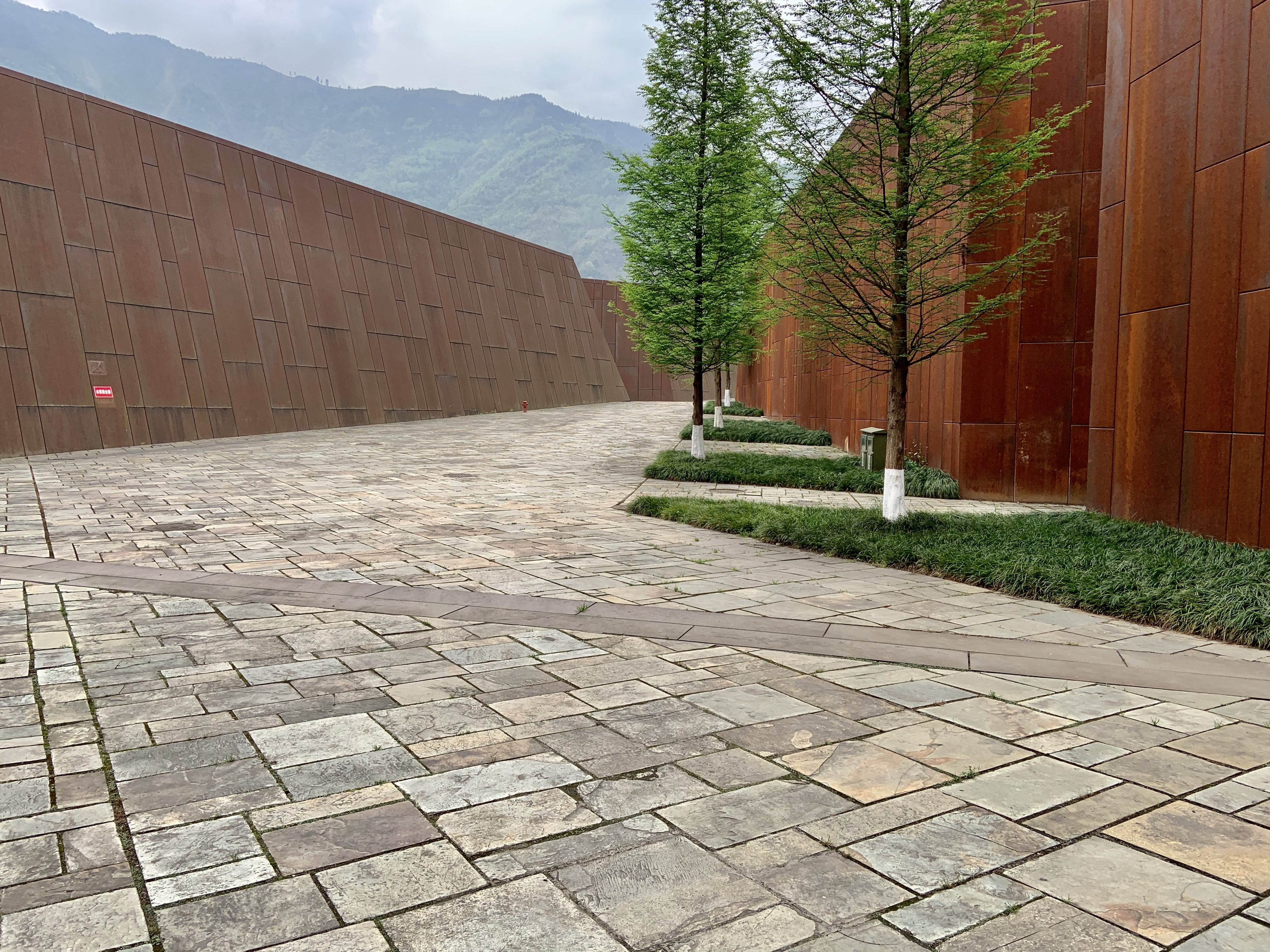
纪念馆“裂缝”主轴
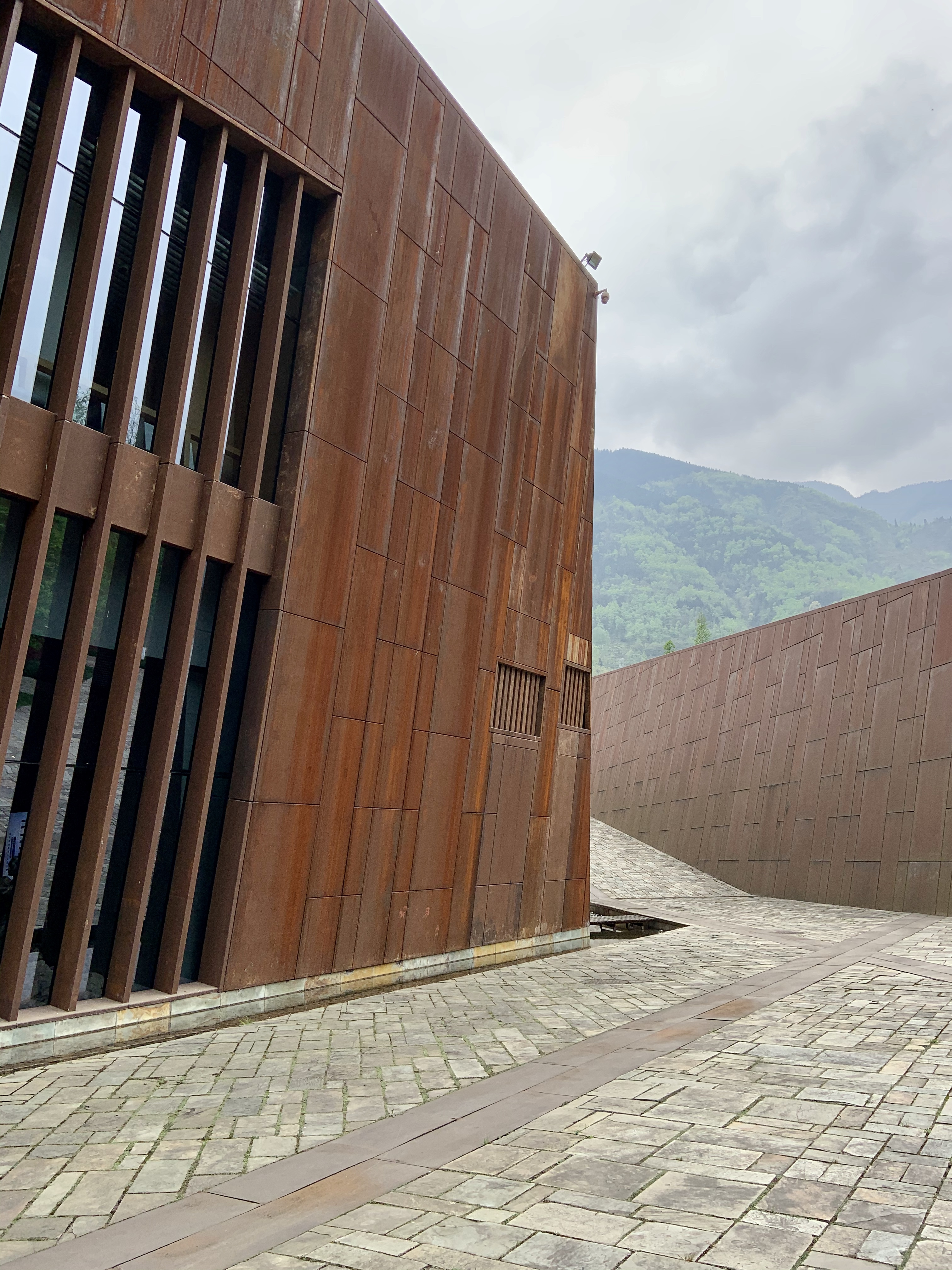
纪念馆“裂缝”副轴
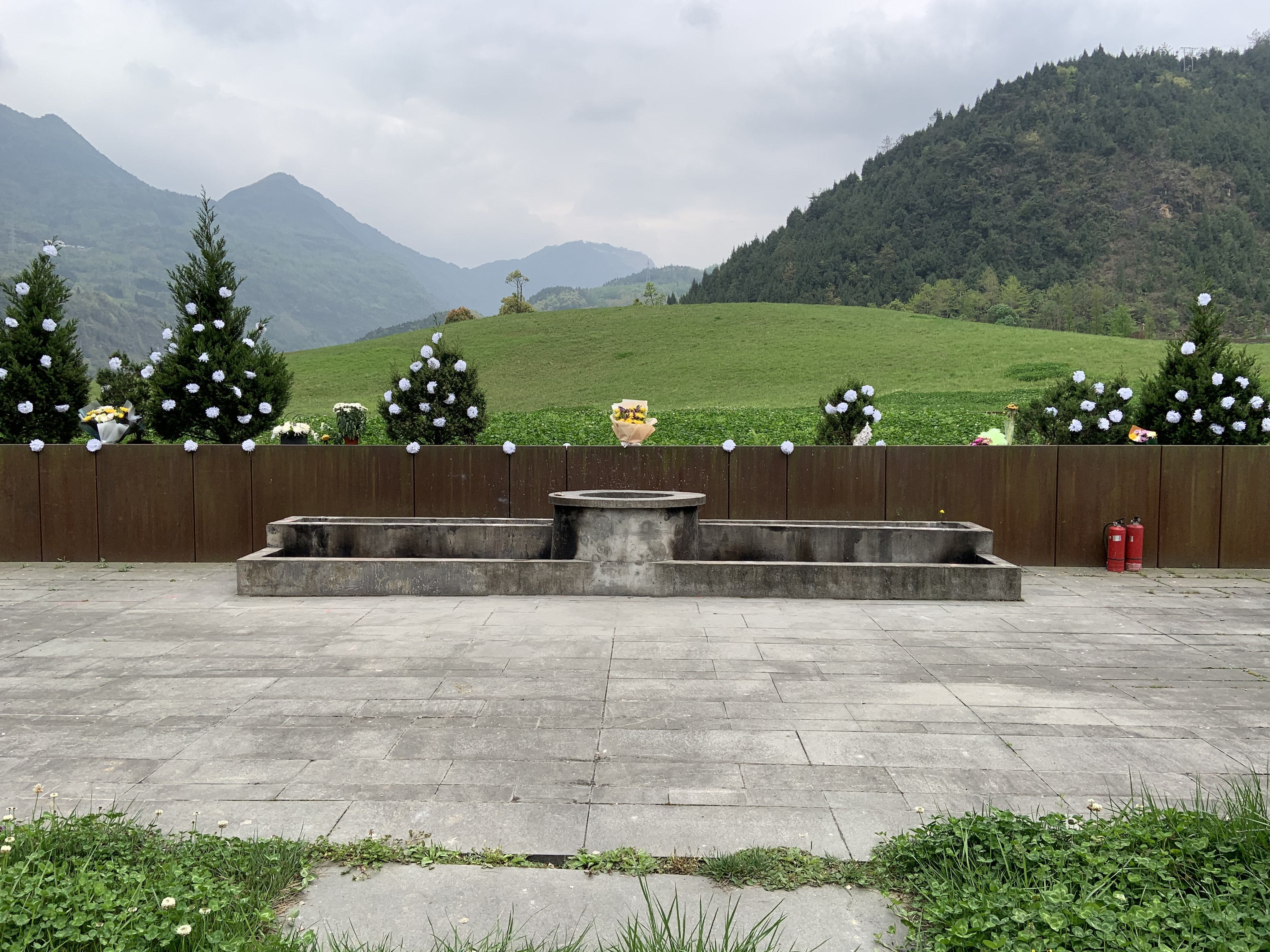
纪念馆的祭奠园，其后方山包下即为汶川地震中伤亡惨重的北川中学老校区遗址

5.12汶川特大地震纪念馆放弃了传统的宏伟具体的建筑形象，以“裂缝”为设计语言，通过起伏的地形在地下容纳展馆空间。同时，设计者在地面上切开一条“裂缝”来作为展馆主通道，同时给到访者以强烈的地震形象暗示。整个纪念馆从地面来看几乎是不可见的，设计者希望借此来表达对于原址的北川中学上千遇难学生的悼念之情。
建筑整体采用耐候钢板作为材料，地面则以大小不一的锈斑花岗岩进行铺装。两种工业时代的材料与周遭的自然拉开距离，但建筑外墙的锈斑与深浅不一的地面又和自然建立起内在联系。路面以外的大片地面则铺满了草皮，既彰显出极强的生命力，又加强了形如裂缝的纪念馆的醒目感。纪念馆整体避免刻意使用地域文化元素，而完全着眼于表现自然与人类的关系，进而表达出普世化的情感，也与场所的自然环境建立联系。
纪念馆的空间布置分为主轴与副轴。主轴由纪念馆主入口通往北川中学教学楼废墟，而副轴则从原北川中学校门延伸至操场。二者交汇点处原本为北川中学教研室遗址，但后续建设过程中遗址被拆除。
原本计划里，北川中学遗址将被大量保留；但通过选择性保留建筑，并将教学楼遗址埋于圆弧形山包下并覆以草坪，原遗址对遇难师生家属在心理上的负面影响被削弱，同时也暗合了中国“入土为安”的丧葬传统。原北川中学操场则使用矮墙围合，成为遇难师生家属及访客的祭奠场所。

## 问题
纪念馆建设过程中，决策方拆除了大部分可见的北川中学遗址，引起了设计师的反对。同时，决策方希望纪念馆展示的“英雄的中国人民”主题与设计师“顺应自然”的考量不一致，导致室内展陈布局被大量修改。